# Zygfryd Golaś
Zygfryd Golaś (ur. 26 lutego 1925 w Kończycach, zm. 20 stycznia 1997) – polski górnik, poseł na Sejm PRL VI kadencji.

## Życiorys
Uzyskał wykształcenie zasadnicze zawodowe. Ukończywszy szkołę powszechną, w 1939 podjął pracę w kopalni Makoszowy. Jednocześnie uczył się zawodu w przyzakładowej szkole górniczej. W 1943 jako Ślązak został przymusowo wcielony do Wehrmachtu i w 1944 wysłany na front. Tam znalazł się w niewoli francuskiej i ubiegał się o przyjęcie na ochotnika do Polskich Sił Zbrojnych na Zachodzie. Został wysłany do szkoły podoficerskiej we Włoszech. Ukończył tam kurs instruktorski dla saperów i został kapralem Wojska Polskiego. W listopadzie 1946 został repatriowany do Polski. W styczniu 1947 powrócił do pracy w kopalni Makoszowy, gdzie był kolejno młodszym górnikiem, górnikiem i strzałowym. W 1955 został instruktorem strzałowym.
Od 1948 należał do Polskiej Zjednoczonej Partii Robotniczej, gdzie zasiadał w egzekutywie oddziałowej organizacji partyjnej. W latach 1973–1975 pełnił mandat posła na Sejm PRL po Romanie Czubie ze Zjednoczonego Stronnictwa Ludowego, który się go zrzekł. Zasiadał w Komisji Zdrowia i Kultury Fizycznej.
Został pochowany na cmentarzu parafialnym w Zabrzu.

## Odznaczenia
- Order Sztandaru Pracy II klasy
- Złoty Krzyż Zasługi
- Brązowy Krzyż Zasługi (dwukrotnie)
- Złota Odznaka Przodownika Pracy
- Srebrna Odznaka Przodownika Pracy